# Claude-Michel Schönberg
Claude-Michel Schönberg (nascido em 6 de julho de 1944, em Vannes) é um francês produtor musical, ator, cantor e compositor, mais conhecido por suas colaborações com o letrista Alain Boublil. Suas grandes obras no teatro musical incluem Les Misérables (1980) e Miss Saigon (1989).

## Carreira

### Início de carreira
Schönberg começou a sua carreira como produtor musical e cantor. Ele escreveu a maioria das músicas para o musical francês de ópera rock La Révolution Française, primeira ópera rock da França, e em 1973 ele fez o papel do rei Luis XVI na produção do show daquele ano.
Em 1974, ele escreveu a música e as letras da canção "Le Premier Pas", que se tornou o hit número um na França naquele ano, vendendo mais de um milhão de cópias. Le Premier Pas foi produzido por Franck Pourcel.
Schönberg em seguida, fez um álbum em que ele cantou suas próprias composições. Em 1978, ele dedicou a sua atenção para os musicais, quando ele e Alain Boublil conceberam a ideia para uma versão teatral musical de Os Miseráveis de Victor Hugo. A produção original foi encenada no Palais Sports em Paris em 1980. Em 1985 e 1987, respectivamente, o musical estreou em Londres e na Broadway, com aclamação da crítica e público. A produção da Broadway foi nomeado para doze Tony Awards em 1987 e ganhou oito, incluindo Melhor Musical e Melhor Trilha Sonora Original.
Em 1989, Schönberg e Boublil produziram o musical londrino, Miss Saigon, estrelado por Lea Salonga e Jonathan Pryce. Na sua transição para a Broadway, o espetáculo quebrou as vendas antecipadas de ingressos, ganhando 24 milhões de dólares antes de sua estreia em 11 de abril de 1991. O show foi nomeado para dez prêmios Tony, incluindo o de Melhor Musical e Melhor Trilha Sonora Original.
Em 1997, Schönberg e Boublil estrearam um novo musical, Martin Guerre, no Prince Edward Theatre, em Londres. O musical ganhou em 1997, Olivier Award e ganhou uma turnê no Reino Unido e nos Estados Unidos.

### 2000 - presente
Em 2001, Schönberg compôs sua primeira obra para balé, Wuthering Heights. Esta produção foi realizada no Reino Unido pela Northern Ballet Theatre Company em setembro de 2002.
O próximo projeto de Schönberg com Boublil foi The Pirate Queen, um musical sobre pirata, comandante, e aventureira Grace O'Malley. The Pirate Queen ficou oito semanas em pré-visualização no Chicago Cadillac Palace Theatre em 26 de novembro de 2006 , e foi submetido a um maior desenvolvimento em preparação para a Broadway no Hilton Theater, em março de 2007, data de abertura na Broadway foi de 5 de abril de 2007. O letrista Richard Maltby Jr., trabalhou com Boublil na revisão do libreto e letras, e Graciela Daniele trabalhou na encenação musical.
Les Misérables comemorou seu vigésimo aniversário em Londres, em 08 de outubro de 2005. A produção da Broadway fechou em 18 de maio de 2003, tornando-se um dos musicais mais tempo em cartaz da Broadway. Schönberg supervisionou a produção de Les Misérables, que retornou à Broadway para um período seis meses no Teatro Broadhurst em 9 de novembro de 2006, embora mais tarde estendeu seu prazo.
Schönberg escreveu o libreto do musical Marguerite, ambientado durante a Segunda Guerra Mundial, em Paris ocupada pelos nazistas, e é inspirado no romance La Dame aux camélias de Alexandre Dumas, Marguerite é sobre a amante de um oficial alemã que atrai o amor de um músico que tem metade de sua idade.
Em 2011, Schönberg criou a partitura musical para o balé Cleópatra, realizado pelo Northern Ballet, com sede em Leeds. A coreografia é do diretor artístico do Ballet, David Nixon. O balé percorreu o Reino Unido ao longo de 2011.
Schönberg foi nomeado para Melhor Canção Original no Globo de Ouro e na mesma categoria no Oscar para a música "Suddenly" do filme Os Miseráveis, que é uma adaptação do seu musical.

## Vida pessoal
Schönberg nasceu em Vannes, na França, de pais judeus húngaros. Seu pai era um reparador de órgãos e sua mãe era uma afinadora de piano. Ele foi anteriormente casado com a âncora de jornal, Béatrice Schönberg. Em 2003, ele se casou com a bailarina inglesa Charlotte Talbot. Ele tem três filhos, um garoto e duas garotas.

## Discografia
Ele é mais conhecido por suas colaborações com o libretista Alain Boublil em musicais:
- La Révolution française (1973)
- Le premier pas... (1974)
- Elles et moi... (1975)
- Les Misérables (1980)
- Miss Saigon (1991)
- Martin Guerre (1996)
- The Pirate Queen (2006)
- Marguerite (mai 2008)
- Cléopatra (2011)

## Produções da Broadway
- The Pirate Queen: música, livro, 5 de abril de 2007 – 17 de junho de 2007
- Les Misérables: música, livro, 9 de novembro de 2006 – 6 de janeiro de 2008
- Miss Saigon: música, livro, 11 de abril de 1991 – 28 de janeiro de 2001
- Les Misérables: música, livro, 12 de março de 1987 – 18 de maio de 2003[6]